# Хуанлундун (печера)
26°16′00″ пн. ш. 110°22′00″ сх. д. / 26.26667° пн. ш. 110.36667° сх. д.
Хуанлундун або Печера Жовтого дракона (кит.: 黄龙洞; піньїнь: huánglóng dòng) — карствоа печера, що знаходиться неподалік Улін'юаньського округу міста Чжанцзяцзе китайської провінції Хунань.

## Опис
Загальна площа сягає 48 га. Система печер простягається на 15 км завдовжки, поділяється на сухі та вологі рівні. Є 4 рівня, 13 камер, 3 підземних водоспадів, 2 підземні річки, 3 басейни, 96 проходів, а також підземне озеро.
Найбільша камера в печері становить 4000 м², найвищий з водоспадів становить 50 м заввишки.

## Історія
Управління печерою здійснювалося Хунанським провінційним урядом. З 1997 року підпорядковано центральному уряду КНР. До 2009 року відновлено екологічну площу перед печерою. 2005 року надано статус АААА серед туристичних пам'яток.
Станом на 2010 рік печеру відвідують 1 млн відвідувачів на рік. Екскурсія печерою триває близько 2 годин і включає в себе поїздку на човні вниз однією з підземних річок.